# 名取市立閖上小学校
名取市立閖上小学校（なとりしりつ ゆりあげしょうがっこう）は、宮城県名取市閖上にあった公立小学校。1872年に学制にもとづく最初の小学校の一つとして創設された。操存小学校、東多賀小学校と称した時期がある。

## 概要
児童数は2011年現在230人。学区は名取市北東部の閖上、小塚原、牛野、高柳、大曲で、名取市立閖上中学校の学区と一致する。

## 歴史
閖上小学校は、学制にもとづいて日本全国に設けられた小学校の一つとして、1873年（明治6年）に創設された。第7大学区第3中学区第38番小学校にあたる。はじめ東禅寺の境内に置かれ、3年後に近所の湊神社の境内に校舎を新築して移転した。いずれも名取川に近い現在の閖上2丁目である。1878年（明治11年）から翌1879年（明治12年）には操存小学校と称した。
閖上村は1889年（明治22年）に町村制にもとづき近くの5か村と合併して東多賀村になった。東多賀村には閖上小学校のほかに高柳小学校があったが、1911年（明治44年）に合併して両校の中間点に新しい校地で東多賀小学校を創設した。閖上小と高柳小は廃止になったが、新しい校舎では生徒を収容しきれず、しばらく閖上の校舎も使った。
1928年（昭和3年）に東多賀村は町に昇格して閖上町になった。これにともない東多賀小学校は閖上小学校を名乗るようになった。
1973年（昭和48年）に3階建ての鉄筋コンクリート校舎の供用が始まり、その後も増築が続いて木造校舎から改築された。
2011年（平成23年）3月11日に発生した東北地方太平洋沖地震（東日本大震災）では津波で1階部分と校庭が浸水した。閖上地区は大きな人的・物的被害を被ったが、3階の鉄筋校舎はもちこたえ避難した人は無事だった。しかし校庭、校舎はがれきで使用できなくなったため、2011年度の授業は4月21日から名取市立不二が丘小学校に間借りして始まった。北緯38度9分17.7秒 東経140度52分16.9秒
2018年（平成30年）、小中一貫校の名取市立閖上小中学校が開校するのに伴い、閉校となった。

### 年表
- 1873年（明治6年）6月 - 閖上小学校の開校。
- 1878年（明治11年）6月 - 操存小学校に改称。
- 1879年（明治12年）1月 - 閖上小学校に改称。
- 1886年（明治19年）4月 - 小学校令により、閖上尋常小学校に改称。
- 1911年（明治44年）4月 - 高柳尋常小学校と合併して東多賀尋常高等小学校となる。
- 1919年（大正8年）12月 - 校舎を増築。
- 1928年（昭和3年）4月 - 閖上尋常高等小学校に改称。
- 1941年（昭和16年）4月 - 国民学校令により、閖上国民学校に改称。
- 1947年（昭和22年）4月 - 学制改革により、閖上町立閖上小学校に改称。
- 1955年（昭和30年）2月 - 校旗・校歌制定
- 1955年（昭和30年）4月 - 町村合併により、名取町立閖上小学校に改称。
- 1958年（昭和33年）10月 - 市制施行により、名取市立閖上小学校に改称。
- 1959年（昭和34年）3月 - 南校舎を建築。
- 1963年（昭和38年）8月 - 水泳プール完成。
- 1964年（昭和39年）11月 - 給食調理室完成。
- 1973年（昭和48年）12月 - 鉄筋校舎第一期工事完了。
- 1975年（昭和50年）3月 - 鉄筋校舎二期工事完成。全学級が鉄筋校舎に入る。
- 1982年（昭和57年）2月 - 体育館完成
- 2010年（平成22年）7月 - 閖上学校給食共同調理場を閉鎖した。
- 2011年（平成23年）3月11日 - 東北地方太平洋沖地震（東日本大震災）が発生、津波の被害を受ける。

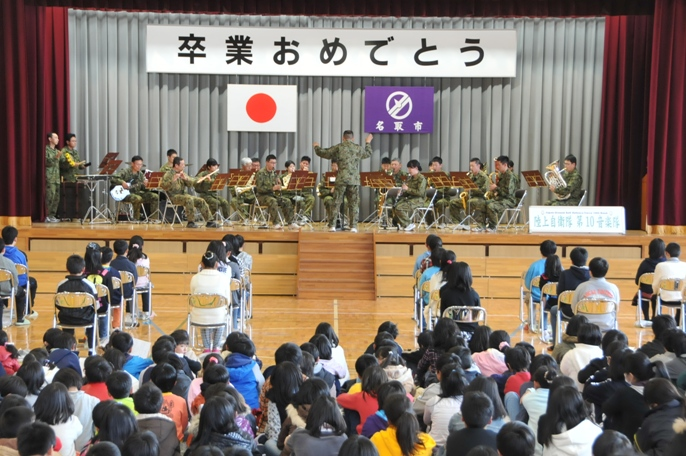
2011年3月29日に挙行された卒業式での自衛隊による演奏 （於 那智が丘小学校）

  -  2011年3月29日に挙行された卒業式での自衛隊による演奏  （於 那智が丘小学校） 3月29日 - 名取市立那智が丘小学校で卒業式を挙行[7]。
  - 4月21日 - 名取市立不二が丘小学校に仮移転して授業開始。
- 2018年（平成30年）3月31日 - 閉校